# Ingrid Vandebosch
 (octobre 2020).
Ingrid Vandebosch, née le 8 novembre 1970, est une mannequin et actrice belge.

## Biographie
Ingrid Vandebosch est née le 8 novembre 1970 à Zichen-Zussen-Bolder, une section de la commune de Riemst dans la province du Limbourg en Belgique. C’est en 1986 qu’elle débute le mannequinat et se fait remarquer dans la profession. Un an plus tard, elle part travailler à Paris où elle vit durant sept ans. Elle déménage ensuite à New York. Elle vit et travaille depuis plusieurs années aux États-Unis.

### Carrière
Durant son activité professionnelle parisienne, au tournant des années quatre-vingt-dix, Ingrid Vandebosch travaille comme mannequin notamment pour les parfums Christian Dior et figure dans plusieurs magazines dont Elle, Marie Claire, Vogue et Glamour,. À New York, elle travaille ensuite pour la ligne de cosmétiques Artistry et obtient plusieurs rôles au cinéma et à la télévision. Ingrid Vandebosch est mise en lumière dans le magazine Stuff, présentant sa propre ligne de sous-vêtements. Elle est également créditée d’une partie de l’édition 2008 du Sports Illustrated Swimsuit.

### Vie privée
Ingrid Vandebosch épouse Jeff Gordon à Mexico le 7 novembre 2006, après cinq mois de fiançailles. Ils ont deux enfants : Ella Sofia Gordon née le 20 juin 2007 et Leo Benjamin Gordon, né le 9 août 2010. En 2009, le couple est invité à la Maison-Blanche par le président des États-Unis Barack Obama.

## Filmographie

### Cinéma
- 2004 : New York Taxi[1]
- 2001 : Going Greek[1]

### Télévision
- 2004 : The Inside : Dans la tête des tueurs

## Distinctions
- 1990 : Elite : Look of the Year Award[1]